# Kriegerdenkmal Radeberg (1927)

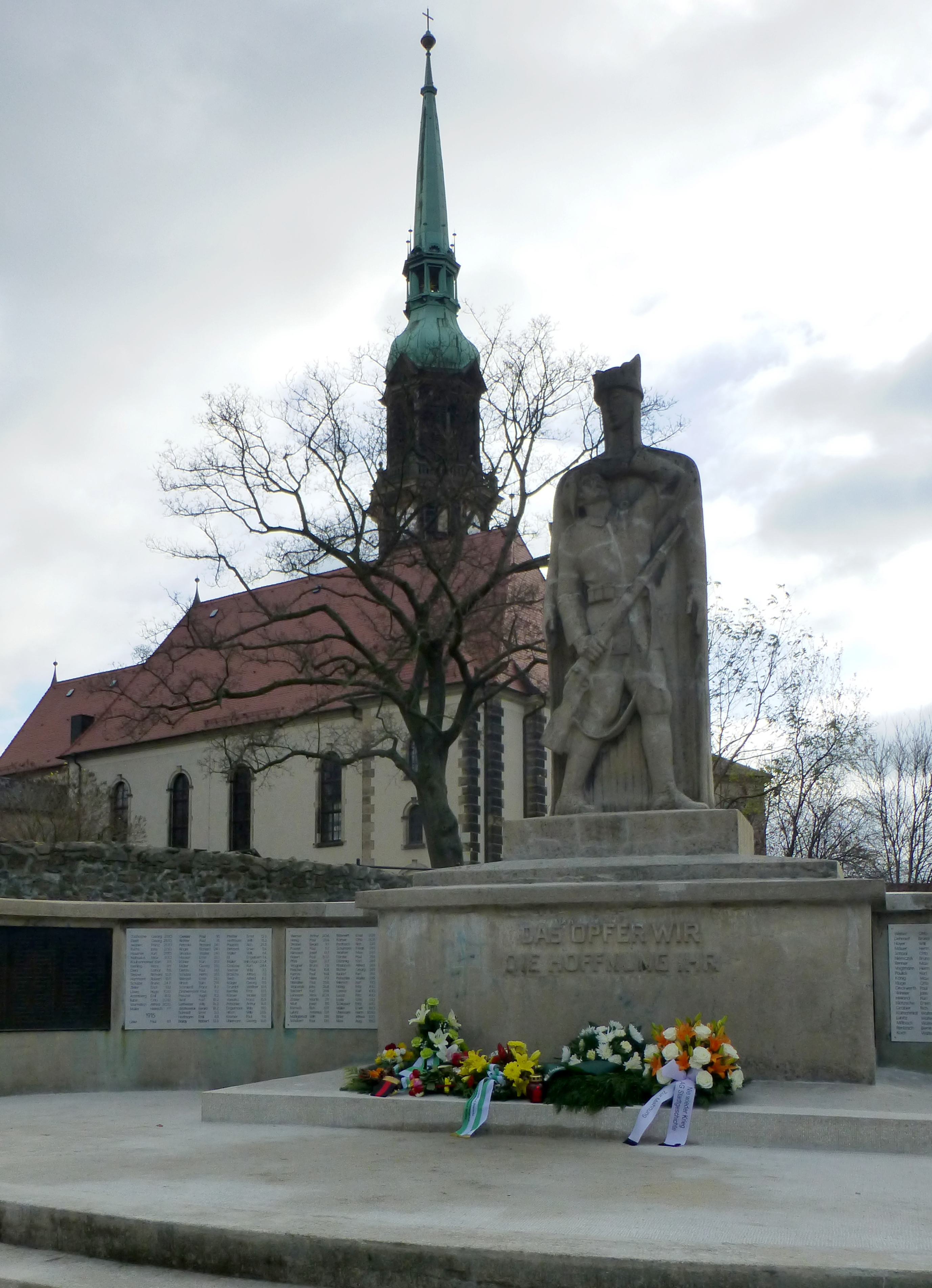
Das restaurierte Ehrenmal zum Volkstrauertag 2017, dahinter die Stadtkirche

Das Kriegerdenkmal zur Erinnerung an die Opfer des Ersten Weltkriegs in der sächsischen Stadt Radeberg wurde 1927 offiziell enthüllt und steht unter Denkmalschutz.  Das Ehrenmal nahe der evangelischen Kirche wird gemeinsam mit einer Gedenkstätte für die Opfer des Zweiten Weltkriegs an der Pulsnitzer Straße als zusammenhängende Denkmal-Anlage betrachtet.

## Ehrenmal

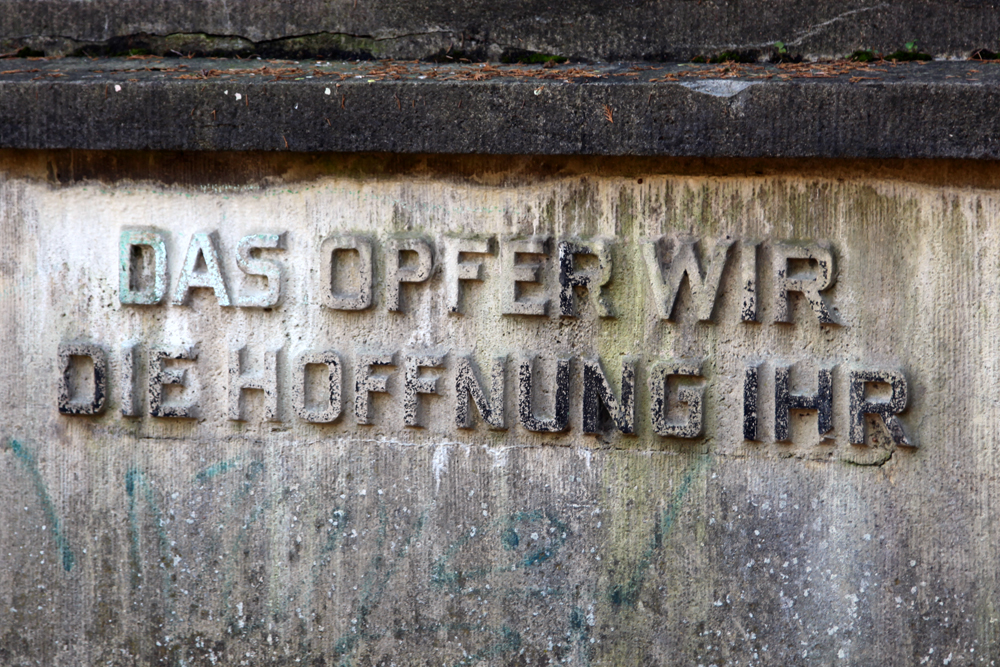
Inschrift auf dem Sockel

### Aufbau
Das Denkmal entwarf der Dresdner Bildhauer Paul Berger (1889–1949), der von 1922 bis 1945 als Professor an der Kunstakademie wirkte. Die überlebensgroße Skulptur zeigt eine Walküre, die einen gefallenen Soldaten entsprechend der nordischen Mythologie nach Walhall führen will. Das Denkmal steht auf einem quaderförmigen Sockel, hinter dem sich eine bogenförmige Mauer erstreckt. An dieser Mauer sowie an den Seiten des Sockels waren ursprünglich acht Kupferplatten angebracht, auf denen die Namen von fast 500 Radeberger Gefallenen aufgelistet waren. Die Sockelinschrift lautet:
DAS OPFER WIR

DIE HOFFNUNG IHR
Denkmal, Sockel und Mauer wurden aus Stampfbeton erbaut. Vor dem Ehrenmal wurde ein kleiner rechteckiger Platz angelegt. Das natürliche Gefälle des Geländes wurde durch Treppenanlagen ausgeglichen.

### Geschichte
Im Jahr 1927 wurden Teile der Radeberger Innenstadt neu strukturiert, zum Beispiel wurde der alte Friedhof der evangelischen Kirche aufgegeben und ein neues Gemeindehaus erbaut. Dem Wunsch der Bevölkerung nach einem Denkmal für die Opfer des Ersten Weltkriegs nachkommend, stiftete die Kirche das Land neben dem neuen Gemeindehaus. Zur Finanzierung des Denkmals wurden verschiedene Sammlungen veranstaltet, der Platz für das Ehrenmal wurde von mehreren Radeberger Vereinen für die Bebauung vorbereitet.
Das Motiv des Ehrenmals war vor der Errichtung ein viel diskutiertes Thema zwischen dem Bildhauer Berger, dem Ehrenmalsausschuss der Stadt und den Radeberger Bürgern. Der erste Entwurf sah einen Soldaten vor, der sich über einen gefallenen Kameraden beugt, ein weiterer Entwurf zeigte einen Soldaten, der aus dem Krieg zu seiner Familie zurückkehrt. Beide Ideen wurden von mindestens einer Diskussionspartei abgelehnt, schließlich einigte man sich auf das Motiv der Walküre.

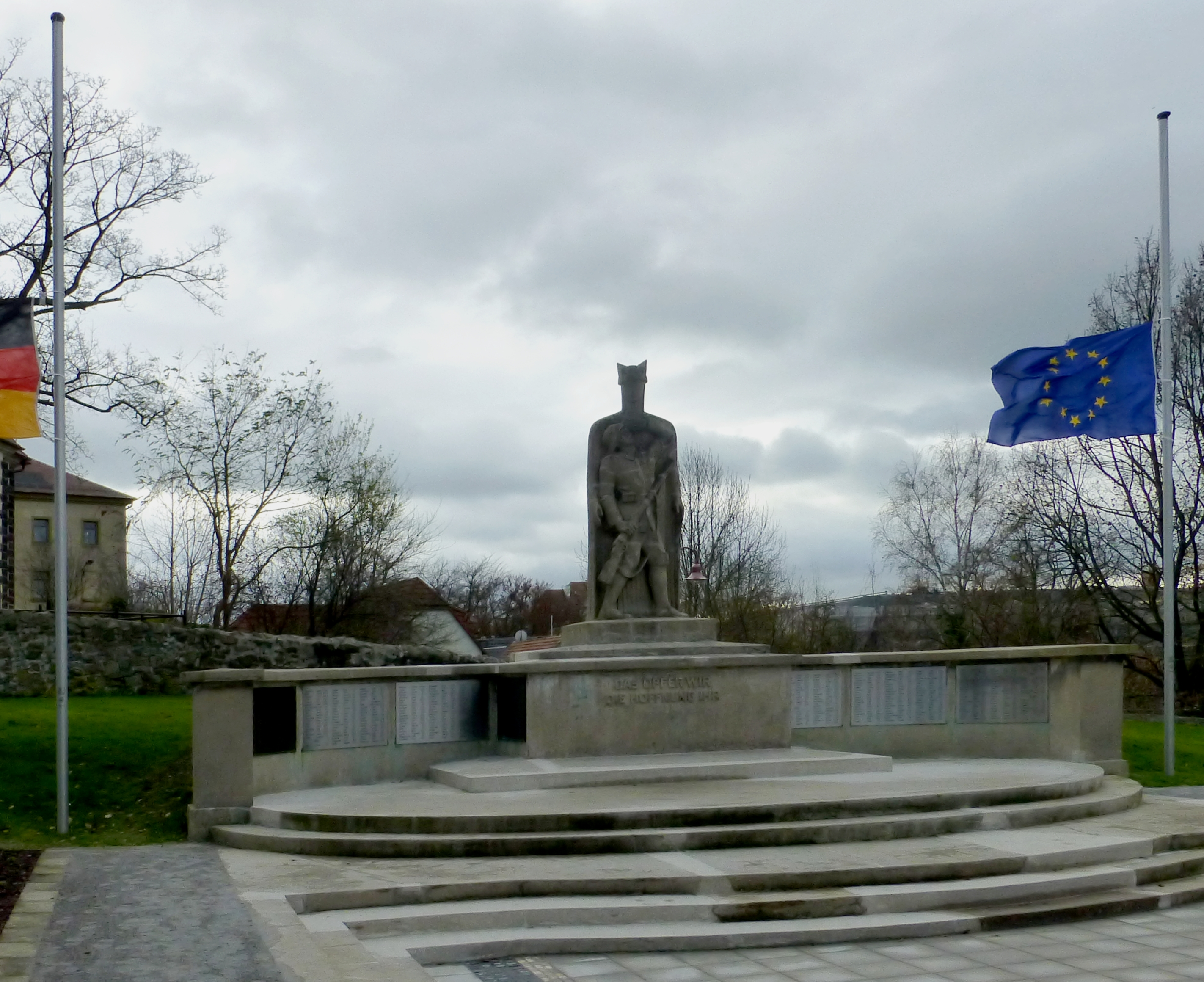
Das restaurierte Ehrenmal 2017

Am 20. November 1927 wurde das Ehrenmal mit einem offiziellen Festakt eingeweiht. Am 16. Oktober 1932 wurden mit einem weiteren Festakt an der Mauer und am Sockel des Denkmals die Kupferplatten mit den Namen der Radeberger Kriegsopfer angebracht.
Spätestens nach dem Zweiten Weltkrieg schwand das Interesse an der Gedenkstätte. Die Anlage wurde mit Nadelbäumen umpflanzt und nicht mehr weiter gepflegt. Die wachsenden Bäume verdeckten im Laufe der folgenden Jahrzehnte den freien Blick auf das Denkmal, das Areal verwahrloste.
Im Jahr 2011 wurde das Ehrenmal zum Ziel eines Vandalismus-Anschlags. Vermutlich durch Metalldiebe wurden die acht Kupferplatten mit den Namen der Opfer entwendet, sie sind seitdem verschwunden. Der Diebstahl wurde im November 2011 entdeckt, der genaue Tatzeitpunkt konnte jedoch nicht ermittelt werden.
Anfang des Jahres 2014 kamen Gerüchte über einen eventuellen Abriss des Ehrenmals in Radeberg in Umlauf. Die evangelische Kirche, die Eigentümerin des Grundstücks, ließ das Denkmal daraufhin prüfen und gab bekannt, dass die Anlage zwar in einem schlechten Zustand, aber dennoch ungefährlich ist. Die Spekulationen um einen Abriss wurden offiziell verworfen und Gespräche mit der Stadt über Möglichkeiten der Sanierung des Kriegerdenkmals angekündigt.
Auf Anregung der Arbeitsgruppe Stadtgeschichte der Großen Kreisstadt Radeberg ist seitens der Stadt Radeberg eine umfassende Sanierung des Kriegerdenkmals bis zum 90. Jahrestag der Enthüllung im November 2017 geplant worden. Dieses Vorhaben wurde mit der feierlichen Enthüllung des restaurierten Denkmals einschließlich der Wiederherstellung aller umgebenden Anlagen und Anbringung der 8 neu angefertigten Metalltafeln mit den Namen der Opfer bis November 2017 abgeschlossen. Die Gesamtanlage ist anlässlich des Volkstrauertages am 19. November 2017 mit einer Feierstunde der Öffentlichkeit übergeben worden.

## OdF-Gedenkstätte

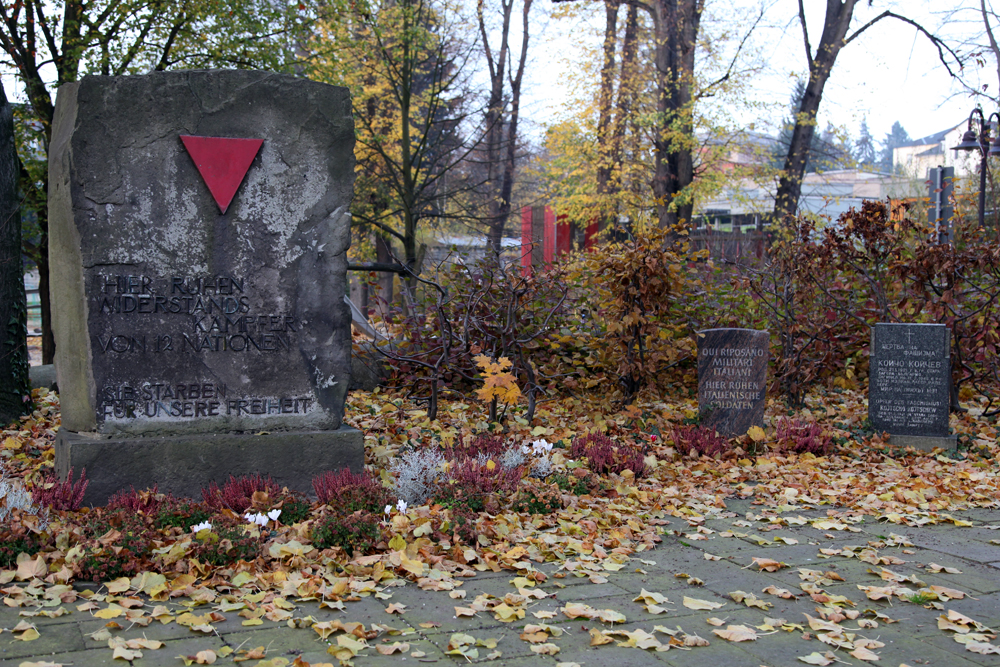
Gedenkstätte für die Opfer des Faschismus

Nach dem Ende des Zweiten Weltkriegs wurde 1945 für die Opfer des Arbeitserziehungslagers Radeberg an der Pulsnitzer Straße, direkt gegenüber dem Kriegerdenkmal, ein Ehrenhain und eine Gedenkstätte für die Opfer des Faschismus errichtet. Der Gedenkstein trägt die Inschrift:
Hier ruhen Widerstandskämpfer

von 12 Nationen.

Sie starben für unsere Freiheit.
Neben dem Gedenkstein befinden sich drei kleinere Grabsteine in der Anlage.